# Ходирєв Володимир Якович
Володимир Якович Ходирєв (19 травня 1930, Сталінград, тепер Російська Федерація — 28 липня 2024, Санкт-Петербург, Російська Федерація) — радянський державний діяч, голова виконавчого комітету Ленінградської міської ради народних депутатів. Член ЦК КПРС у 1986—1990 роках. Депутат Верховної Ради СРСР 10—11-го скликань. Кандидат технічних наук (1970).

## Життєпис
У 1953 році закінчив Ленінградське вище арктичне морське училище імені адмірала Макарова, навчався в аспірантурі.
У 1953—1954 роках — служба в Радянській армії.
Член КПРС з 1954 року.
У 1955—1957 роках — штурман-інженер дизель-електроходу «Лена». Брав участь у першій радянській Антарктичній експедиції, в будівництві станції Мирний в 1956 році.
У 1957—1961 роках — молодший науковий співробітник, заступник начальника сектора Центрального науково-дослідного інституту морського флоту в Ленінграді.
У 1961—1966 роках — інструктор відділу транспорту і зв'язку Ленінградського обласного комітету КПРС.
У 1966—1972 роках — начальник сектора проєктування суден типу «річка—море», секретар партійного комітету Ленінградського інституту водного транспорту.
У 1972—1974 роках — директор Центрального науково-дослідного інституту морського флоту в Ленінграді.
У 1974—1979 роках — 1-й секретар Смольнинського районного комітету КПРС міста Ленінграда; завідувач відділу науки і навчальних закладів Ленінградського обласного комітету КПРС.
У 1979—1980 роках — секретар Ленінградського міського комітету КПРС. У 1980—1982 роках — 2-й секретар Ленінградського міського комітету КПРС.
28 вересня 1982 — 21 червня 1983 року — 2-й секретар Ленінградського обласного комітету КПРС.
21 червня 1983 — 3 квітня 1990 року — голова виконавчого комітету Ленінградської міської ради народних депутатів.
З 1990 року — президент Ленінградської (Санкт-Петербурзької) регіональної громадської організації «Науково-промислова асоціація „Тетраполіс“». Голова Ради банку «Тетраполіс» у Санкт-Петербурзі.
З 2011 року — президент некомерційного партнерства «Транспортний союз Північно-Заходу».
Дійсний державний радник Санкт-Петербурга III класу. Автор низки винаходів. Академік Санкт-Петербурзької інженерної академії та Міжнародної академії людини та екології. Голова Санкт-Петербурзького суспільно-політичного руху транспортників; член Президії Союзу промисловців і підприємців Санкт-Петербурга; член Спілки російських судновласників; член Морського зібрання Санкт-Петербурга; член Президії громадського руху «Промисловість Санкт-Петербурга»; співголова Всеросійського земського союзу; голова правління СРО НП «Енергостандарт».
Помер 28 липня 2024 року у Санкт-Петербурзі.

## Нагороди і звання
- орден Жовтневої Революції
- два ордени Трудового Червоного Прапора
- орден Дружби народів
- орден «Знак Пошани»
- орден «За заслуги перед Вітчизною» IV ст. (Російська Федерація) (19.05.2020)
- орден Пошани (Російська Федерація) (15.05.2010)
- орден Сергія Радонезького ІІІ ст. (Російська Федерація)
- медалі